# Мальченко Степан Микитович
Мальченко Степан Микитович (28 жовтня 1858, Шостка, Глухівський повіт, Чернігівська губернія — дата смерті невідома) — полковник Армії УНР.

## Життєпис
Народився у місті Шостка Глухівського повіту Чернігівської губернії.
Закінчив 2-гу Санкт-Петербурзьку військову прогімназію, Піротехнічну артилерійську школу (у 1879 році), Михайлівське артилерійське училище (у 1883 році). Станом на 1 січня 1910 року — підполковник 1-ї Туркестанської артилерійської бригади (місто Ташкент). З 12 липня 1914 року — полковник. У 1914—1917 роках — командир 6-го Туркестанського стрілецького артилерійського дивізіону та 3-ї збірної артилерійської бригади. За Першу світову війну був нагороджений усіма орденами до Святого Володимира III ступеня з мечами та биндою та Георгіївською зброєю (18 вересня 1915 року, за бій 25 грудня 1914 року — 9 січня 1915 року).
З 10 червня 1918 року — завідувач артилерійських складів Чернігівщини та 5-го Чернігівського корпусу Армії Української Держави. З вересня 1918 року — завідувач артилерійських складів Київщини та 4-го Київського корпусу Армії Української Держави.
З березня 1919 року — завідувач постачання Головного артилерійського управління Дієвої Армії УНР. 1 червня 1919 року у Тернополі потрапив у польський полон.
З 13 вересня 1920 року — завідувач артилерійської частини штабу Армії УНР. Станом на 1 жовтня 1922 року — командир 5-ї гарматної бригади 5-ї Херсонської стрілецької дивізії Армії УНР.
В еміграції 1921—1923 в Польщі
Подальша доля невідома.